# 施特賴特貝格魏爾湖

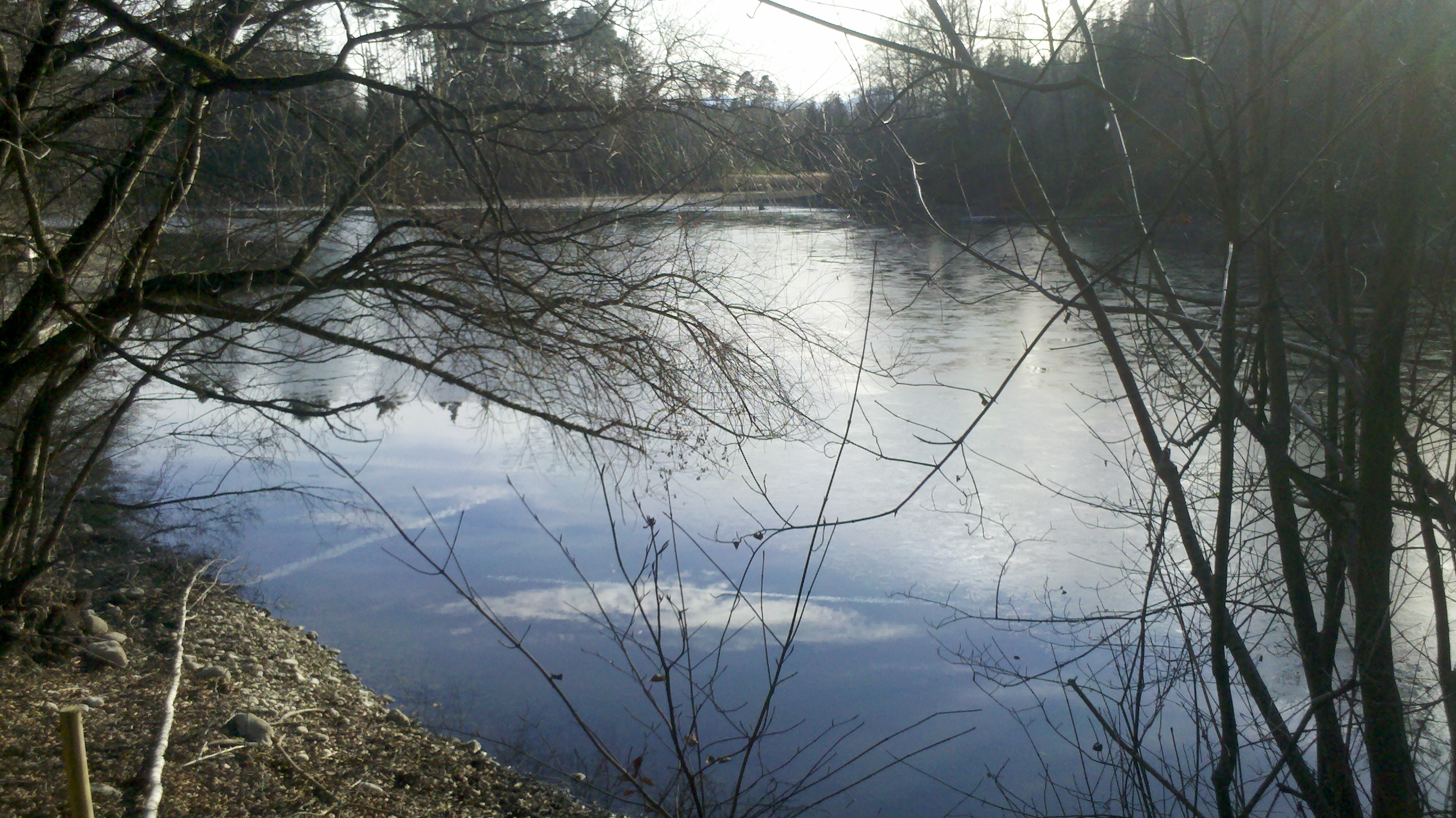

47°47′02″N 11°16′04″E / 47.78379°N 11.26778°E
施特賴特貝格魏爾湖（德語：Streitberger Weiher），是德國的湖泊，位於該國東南部，由巴伐利亞州負責管轄，處於安特多夫，長0.5公里、寬0.2公里，面積0.06平方公里，海拔高度665米，湖岸線長度1.4公里。